# Палаццо Корпи
Палаццо Корпи (тур. Palazzo Corpi) — палаццо XIX века в Стамбуле (Турция). Дворец был построен для генуэзского купца Игнацио Корпи итальянским архитектором Джакомо Леони в период с 1873 по 1882 год. В 1907 году здание было приобретено правительством США для размещения в нём американского посольства в Турции, с 1937 по 2003 год в палаццо Корпи работало Генеральное консульство США в Турции. В 2014 правительство США сдало дворец в аренду сети ресторанов и клубов Soho House. Палаццо Корпи стало первым дипломатическим строением в Европе, принадлежащим правительству США, а также одним из первых дипломатических зданий, приобретённых американскими властями.

## История
Палаццо Корпи был построен в конце XIX века по заказу Игнацио Корпи, богатого генуэзского судовладельца, который вёл своё дело в стамбульском районе Бейоглу. Он нанял итальянского архитектора Джакомо Леони, а также архитектора Джорджио Стампу в качестве его помощника, работавшего над строительством зданий национальных посольств в Стамбуле. Возведение палаццо Корпи началось в 1873 году и завершилось в 1882 году. Стоимость работ составила 99 000 лир. Сам Игнацио Корпи скончался в 1882 году, незадолго до завершения строительства дворца.
В 1882 году представительство США в Османской империи взяло в аренду палаццо у семьи Корпи. В 1907 году здание и вовсе было приобретено властями США, когда американским послом в Османской империи был Джоном Джорджем Александром Лейшманом. Он купил палаццо Корпи, потратив 28 000 лир из своих собственных средств, думая, что ему возместят его расходы. Однако правительство США отказалось компенсировать Лейшману стоимость этой недвижимости, посчитав покупку его личным делом. В ответ Лейшман пригласил несколько членов Конгресса США на вечер, где играл с ними в покер. Играя в покер одной рукой, Лейшман заключил договор с несколькими своими противниками, что, если он выиграет, правительство возместит ему расходы на покупку палаццо Корпи. Лейшман победил, и правительство США возместило Лейшману его затраты, тем самым официально приобретя палаццо Корпи в качестве здания своего посольства в Османской империи, в том числе ставшего и официальной резиденцией посла. В 1908 году крыло здания было переоборудовано под офисы канцелярии.
После того, как Анкара стала столицей Турции в 1923 году, американские власти начали переносить свои дипломатические службы в новую столицу. Посольство США в Турции перебралось в Анкару в 1937 году, а в палаццо Корпи разместилось Генеральное консульство США в Турции. Оно работало здесь до 2003 года, когда из соображений безопасности оно сменило своё местоположение. В 2004 году был основан Центр Холлингса, призванный содействовать диалогу между США и странами Ближнего Востока. Одной из его целей является и поддержание палаццо Корпи.
В 2014 году американские власти отдали палаццо в аренду сети ресторанов и клубов Soho House, которая частично отремонтировала здание. Стоимость этих работ составила 12 миллионов долларов. По завершении этой реконструкции в 2015 году палаццо Корпи открылся в качестве отеля и конференц-центра. Кроме того, в здании и поныне функционируют офисные помещения Центра Холлингса в Турции.

## Архитектура
Палаццо Корпи был построен по проекту архитектора Джакомо Леони в стиле неоклассического итальянского палаццо.
Палаццо богато украшен с использованием материалов, импортированных из Италии, так для полов и облицовки здания доставлялся мрамор из итальянской Каррары. Главный зал дворца расписан фресками с изображением персонажей древнегреческой и римской мифологии, а также других классических фигур. Эти фрески были закрашены в ходе реконструкции 1937 года, но впоследствии были восстановлены.
Отель Palazzo Corpi (в дополнение к смежным зданиям, также арендуемым Soho House) располагает 84 номерами, двумя ресторанами, общественным пространством, прилегающим к главному зданию, и баром.